# Многоатомные спирты
Многоатомные спирты (полиспирты, полиолы) — органические соединения класса спиртов, содержащие в своём составе более одной гидроксильной группы. Особое значение многоатомные спирты имеют в двух областях: пищевой промышленности и химии полимеров.

## Химические свойства
Химические свойства многоатомных спиртов включают в себя все химические свойства одноатомных спиртов.
Многоатомные спирты образуют комплексы с ионами некоторых металлов, что является качественной реакцией на многоатомные спирты. Так, глицерин реагирует с гидроксидом меди в присутствии щелочи с образованием ярко-голубого соединения (глицерат меди).

## Многоатомные спирты в пищевой промышленности
Многоатомные спирты часто добавляют в продукты в качестве подсластителей из-за того, что они менее калорийны, чем обычный сахар, и не вызывают кариес. Типичными представителями таких подсластителей являются сорбит и ксилит.

## Многоатомные спирты в химии полимеров
В химии полимеров многоатомные спирты рассматриваются как затравки для полимеризации окиси этилена или окиси пропилена. Так, например, из таких полимеров при соединении с изоцианатами получают полиуретаны.

## Типичные представители
- Диолы — этиленгликоль[4], 1,2-пропиленгликоль[5][неавторитетный источник], 1,3-пропиленгликоль, 1,4-бутандиол[6]
- Триолы — глицерин[7]
- Тетраолы — эритрит, пентаэритрит
- Пентаолы — ксилит, рибит
- Гексаолы — маннит, сорбит[8]